# ドリームセブン
ドリームセブンは、1990年6月に高砂電器産業（後のコナミアミューズメント）が開発、発売したパチスロ機。高砂初の3号機、Aタイプ。
1991年3月に発売された後継機のドリームセブンJrについても本項で述べる。

## ドリームセブン

### 特徴
- 青い7図柄を採用。
- 3号機よりフルーツの集中役は認められなくなったため、ビッグボーナス、レギュラーボーナス主体のゲーム性となっている。
- ウインクルに見られた急ブレーキがかかるようなリールストップはなくなり、スベリに特化するようになった。小役テンパイの否定（いわゆるズレ目）や、ダブル・トリプルテンパイのハズレ目が主なリーチ目、チャンス目となる。
- 『ビッグベンハー』（大東音響）は本機のOEM機である。リール配列などは同一。

## ドリームセブンJr
3号機、Aタイプ。保通協に登録された型式名は『ドリームセブンジュニア』。

### 特徴
- 赤、青2色のビッグボーナス図柄を採用。
- 『マジカルベンハー』（大東音響）は本機のOEM機である。
- ビッグボーナス中の小役ゲーム時にある手順で目押しすることでビッグボーナスが再度スタートし、30ゲーム小役ゲームで終了するものの、1回のビッグボーナスで1000枚前後のメダルを払い出すという不具合が当時のパチンコ雑誌の記事になった。このため、ボーナス中の払い出し枚数制限を付加する対応がなされた。
- 「状態バージョン」と称する裏モノバージョンが一部のホールに出回ったとされている。

### 関連商品
- 『実戦パチスロ必勝法!2』（サミー工業、1994年9月16日、スーパーファミコン用ゲームソフト）